# Томас, Уилл (романист)
Уилл Томас (род. 1958) — американский писатель, обращающийся в своих романах к викторианской тематике. Автор серии книг о приключениях детектива Баркера и его помощника Ллуэлина, в которой упоминаются реальные исторические лица и события.

## Биография
До того, как начал писать романы, Томас писал эссе и читал лекции. Работал библиотекарем. Живёт в Оклахоме. Женат на Джулии Томас, также писательнице. Прототипом детектива Баркера стал отец писателя.
Книги Томаса были номинированы на различные премии, в 2005 и 2015 годах он становился лауреатом Oklahoma Book Award.

## Книги
- Some Danger Involved (2004)
- To Kingdom Come (2005)
- The Limehouse Text (2006)
- The Hellfire Conspiracy (2007)
- The Black Hand (2008)
- Fatal Enquiry (2014)
- Anatomy of Evil (2015)
- «Hell Bay» (2016)
- «Old Scores» (2017)
- Blood Is Blood (2018)
- Lethal Pursuit